# Desmodillus auricularis
Desmodillus auricularis é uma espécie de roedor da família Muridae. É a única espécie do género Desmodillus.
Pode ser encontrada nos seguintes países: Angola, Botswana, Namíbia e África do Sul.
Os seus habitats naturais são: desertos quentes e desertos temperados.